# Шортгорнська порода
Шортгорнська порода (англ. Shorthorn — короткорогий)  — порода великої рогатої худоби м'ясного і м'ясо-молочного напрямів. Виведена в 18 столітті у Великій Британії. Розводять у країнах Європи, зокрема в Україні, Північної та Південної Америки, Австралії. Шортгорнську породу розводять за двома напрямками — м'ясним та молочно-м'ясним.

## Історія
Виведена в 18 столітті у Великій Британії з місцевої тісватрської худоби, що відзначалася великими розмірами, грубістю конституції, яку потім поліпшували голландською худобою.
В Рос. імперію худоба завозилась у 19 столітті. Шортгорнська порода використовувалась при виведенні бестужевської, курганської порід та породи санта-гертруда в США.

## Опис
Масть червона, чала, біла. Тварини великі, скороспілі, з виразним типом м'ясної будови тіла, м'ясо ніжноволокнисте, мармурове, високої якості. Забійний вихід 66—67 %. Молодняк річного віку досягає 420 кг. Жива маса корів 600—750 кг, бугаїв 850—1100 кг. Середньорічні надої корів м'ясо-молочного типу 2600—3700 кг молока жирністю 3,7—3,8 %.